# 小行星2023
小行星2023（2023 Asaph）是一颗绕太阳运转的小行星，为主小行星带小行星。该小行星于1952年9月16日发现。
該小行星以美國天文學家阿薩夫·霍爾命名。

## 轨道参数
小行星2023的轨道半长轴为2.8784726 UA，离心率为0.279。